# 萨马拉时间
|  | 時區   | 名稱                        |
|  | ------ | --------------------------- |
|  | UTC+2  | MSK−1: 加里宁格勒时间       |
|  | UTC+3  | MSK:+1 莫斯科时间           |
|  | UTC+4  | MSK+1: 萨马拉时间           |
|  | UTC+5  | MSK+2: 叶卡捷琳堡时间       |
|  | UTC+6  | MSK+3: 鄂木斯克时间         |
|  | UTC+7  | MSK+4: 克拉斯诺亚尔斯克时间 |
|  | UTC+8  | MSK+5: 伊尔库茨克时间       |
|  | UTC+9  | MSK+6: 雅库茨克时间         |
|  | UTC+10 | MSK+7: 符拉迪沃斯托克时间   |
|  | UTC+11 | MSK+8: 馬加丹時間           |
|  | UTC+12 | MSK+9: 堪察加时间           |

萨马拉时间（俄语：cамарское время，简称SAMT），以萨马拉命名。萨马拉时间比UTC早4个小时（UTC+4），比莫斯科时间早一个小时（MSK+1）。

## 时间变动
俄罗斯国土广阔，横跨多个时区。国内对于时区设置问题一直存在争议。此外，俄罗斯地处高纬度地区。处于节能考虑，曾一度实行夏令时。因此在历史上，俄罗斯的时区多次发生变动。
1981年开始，苏联实行夏令时。夏令时从每年3月最后一个星期日到当年10月最后一个星期日。夏令时期间，萨马拉夏令时间（SAMST）为UTC+5。其余时期，为UTC+4。
2011年3月27日至2014年10月26日，俄罗斯固定实行夏令时，全国时间都比之前调快一小时。而使用萨马拉时间的萨马拉州与乌德穆尔特共和国保持不变。以上两地并入莫斯科时间，萨马拉时间弃用。
2014年10月26日开始，俄罗斯全国改用冬令时。俄罗斯重新启用萨马拉时间。

## 覆盖区域
- 阿斯特拉罕州
- 薩馬拉州
- 薩拉托夫州
- 烏德穆爾特共和國
- 烏里揚諾夫斯克州